# Open Government Initiative
 (janvier 2025).

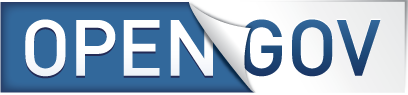
Logotype de l’Open Government, initié en 2009 par l'administration Obama.

L'Open Government Initiative est l'un des grands projets de l'administration Obama, porté par le président Barack Obama même. C'est le premier projet mis en marche par le président dès son premier jour de travail à la Maison Blanche.
Cette « initiative » vise à créer un niveau sans précédent de transparence et d'ouverture du gouvernement. Elle se situe dans une tendance émergente qui est celle de l'Open source governance, qui prône l'application en politique et dans la gouvernance des démocraties de philosophies telles que l'open source et les « contenus ouverts » (Open data), pour permettre à tout citoyen intéressé de contribuer à créer les contenus de la Politique, et pour permettre aux gouvernements de mieux bénéficier des savoirs et savoir-faire locaux. Au moins 9 pays en 2010 avaient commencé à tester des moyens de collaboration citoyenne dans un projet ou une stratégie de Métagouvernement .
La Directive qui a lancé cette initiative date du 20 janvier 2009 (premier jour de travail du président Obama à la Maison Blanche) .
Cette initiative engage fermement le gouvernement et ses agences à travailler avec les citoyens et de manière transparente, participative et collaborative.
Les agences gouvernementales ont en 2010 commencé, autour du gouvernement fédéral, à produire des pages Web de gouvernance élargie, proposant des informations autrefois inaccessibles au public, et invitant les citoyens américains à produire des idées et suggestions.

## Histoire récente et contexte
Une tradition de transparence datant de 1966, atténuée des années 1989 à 2008 ;

Aux États-Unis, une loi sur l'accès libre à l'information, dite Freedom of Information Act (ou FOIA) a été votée en 1966 pour répondre aux exigences de transparence demandées par le public (dans le contexte de la guerre du Vietnam). Elle prévoyait un accès large et ouvert à l'information (non classifiée) détenue par les administrations. Mais, Ronald Reagan a commencé à limiter l'accès du public aux archives administratives. De plus, après les attentats du 11 septembre 2001, dans une logique sécuritaire, la tendance du gouvernement Bush a été d'augmenter la sécurisation juridique et la confidentialité de nombreuses informations, en réduisant encore l'accès des citoyens à certaines informations détenues par l'administration et les agences américaines.
Les projets de l'administration Obama :

Une des promesses électorales faites en 2009 par le futur président Obama était de changer la culture du pouvoir en la rendant plus transparente, plus collaborative et en limitant l'influence « indue » des lobbies par des règles éthiques claires et publiques.
Le jour de sa prise de fonction, le président Obama a donné un premier signe fort avec un discours explicatif filmé et en formalisant cet engagement dans un Mémorandum sur la transparence et l'Open-gouvernement . Il y précise dans son introduction que lui et son administration sont déterminés « à créer un niveau sans précédent d'ouverture au sein du gouvernement. Nous allons travailler ensemble pour assurer la confiance du public et d'établir un système de transparence, la participation du public, et la collaboration. L'ouverture permettra de renforcer notre démocratie et de promouvoir l'efficience et l'efficacité au sein du gouvernement ».  Ce Mémorandum annonce la publication de recommandations  pour une directive de « gouvernance ouverte » (Open Government) et que les agences indépendantes devraient se conformer à la directive sur la transparence gouvernementale. En tant que première directrice de la technologie (Chief Technology Officer) de l'administration Obama, Beth Simone Noveck a conduit l'Open Government Initiative entre 2009 et 2011,.
Un autre mémorandumdu président, destiné aux chefs des ministères et des agences, porte sur la loi sur la liberté d'accès à l'information ; le président B. Obama y pose trois principes : 
- « Face au doute, c'est l'ouverture qui prévaut. Le gouvernement ne doit pas maintenir la confidentialité de l'information au seul motif que des responsables publics puissent se trouver dans l'embarras après sa révélation ou à cause des erreurs ou des échecs qu’elle révélerait, ou à cause de peurs spéculatives ou abstraites. La non-divulgation ne devrait jamais se justifier par l’entreprise de protéger des intérêts personnels de responsables gouvernementaux aux dépens de ceux qu’ils devraient servir. »
- Le procureur général (attorney general) doit[11] produire de nouvelles lignes directrices réaffirmant la transparence et l'accès à l'information, et il doit dans ce cadre aussi  « revoir rétrospectivement l'ensemble des rapports émis par les différentes agences gouvernementales dans le cadre de la loi FOIA depuis l'ordre exécutif 14 décembre 2005 signé par son prédécesseur George W. Bush » [12].
- Le Directeur du bureau de la gestion et du budget doit « guider » toutes les agences pour qu'elles améliorent la dissémination de l'information vers le public, via notamment les NTIC[13].

Ce même jour, Barack Obama a signé un ordre exécutif révoquant celui signé par son prédécesseur George W. Bush le 5 novembre 2001, lequel avait allongé les délais d'accès à certaines archives gouvernementales, plus encore que ne l'avait déjà fait son prédécesseur le président Ronald Reagan 11 ans plus tôt (le 18 janvier 1989) . Cet ordre exécutif ne permet plus – à partir de ce jour – à d’anciens présidents et vice-présidents de restreindre unilatéralement l’accès à ces documents, la décision finale incombant au président en exercice – si nécessaire – et uniquement à la suite d'une procédure d’analyse et de consultation conduite par l'archiviste en chef des NARA (National Archives and Records Administration).
De 2009 à fin 2010, le site-portail (Internet) de la Maison Blanche a précisé que l'administration était en train de :
- réduire l'influence des lobbies [16] aux États-Unis, en écrivant de nouvelles règles d'éthique « qui empêcheront les lobbyistes de venir travailler au sein du gouvernement ou de s'asseoir dans ses conseils consultatifs ».
- suivre la façon dont le gouvernement utilise l'argent que le peuple lui a confié, et l'expliquer grâce à des sites pédagogiques tels que recovery.gov, USASpending.gov, et IT.usaspending.gov.
- autonomiser le public - grâce à une plus grande ouverture et via les nouvelles technologies (NTIC) - pour qu'il puisse influencer les décisions qui le concerneront tous les jours.

Le 8 décembre 2009, la Maison Blanche a publié une Directive qu'elle juge « sans précédent » dite Open Government Directive. Cette directive demande aux Agences fédérales de prendre immédiatement des mesures pour mettre en œuvre et atteindre les étapes clés de la transparence, de la participation et la collaboration. 

Ces étapes et progrès accomplis sont présentés sur un Tableau de bord la transparence du gouvernement .

## Les 3 principes (et engagements) de base

### Transparence du gouvernement
Le mémorandum explique que cette transparence favorisera la reddition de comptes et la fourniture d'informations aux citoyens sur ce que fait leur gouvernement. 
Cette information, que le gouvernement devra mettre à jour est considérée par l'administration Obama comme « un atout national ». « Mon gouvernement prendra les mesures appropriées, compatibles avec le droit et la politique, pour divulguer des informations rapidement et dans des formes que le public puisse facilement trouver et utiliser. Les ministères (Executive departments) et agences devront exploiter les nouvelles technologies pour mettre en ligne et rendre facilement accessibles au public des informations sur leurs activités et les décisions prises. Les ministères et organismes doivent aussi solliciter les commentaires de la population pour identifier les informations les plus utiles au public »

### Participation
Le mémorandum part du principe que « La participation du public améliore l'efficacité du gouvernement et améliore la qualité de ses décisions ».
Le savoir est largement dispersé dans la société, et les autorités publiques bénéficient de l'accès qu'elles ont à ces connaissances dispersées. Les ministères  et les agences doivent offrir aux Américains des possibilités accrues de contribuer à l'élaboration des politiques et de fournir à leur gouvernement les bénéfices de leur savoir et expertise collective. Les ministères et agences devront également solliciter l'avis du public sur les moyens d'augmenter et améliorer les possibilités de participation du public dans la gouvernance.

### Collaborativité
Le mémorandum engage le gouvernement à être collaboratif, invitant d'une part les citoyens américains à participer pro-activement au travail de leur gouvernement et invitant d'autre part les ministères et agences à « utiliser des outils innovants, des méthodes et systèmes pour coopérer entre eux, à tous les niveaux de gouvernement, mais aussi avec des ONG, des entreprises et des particuliers du secteur privé ». 
Les ministères et agences sont invitées à « solliciter le public pour évaluer et améliorer leur niveau de collaboration et identifier de nouvelles possibilités de coopération ».
Le président Obama, le Chief Technology Officer, le Director of the Office of Management and Budget (OMB) et l'Administrator of General Services, coordonneront ce travail. Le Mémorandum précise que les agences indépendantes sont également invitées à respecter la directive sur la transparence gouvernementale.

## Ce qui a été fait
Selon la Maison Blanche Open Government Milestones (Les étapes de l'Open Gobernment), consulté 2010/12/22, les étapes suivantes ont été franchies :
- 2010 /01/ 22 : les agences commencent à publier ses données de haute valeur (High-Value Data) ;
- 2010 /01/ 22 : chaque agence désigne en son sein un haut fonctionnaire responsable de la qualité de l'information dispensée par le niveau fédéral
- 2010 /01/ 22 : la Maison Blanche crée un Groupe de travail sur le gouvernement ouvert (Open Government Working Group) ;
- 2010 /02/ 06 : les agences créent les premières pages web Open Government Webpages ;
- 2010 /02/ 06 : la Maison Blanche publie un cadre visant à garantir la qualité de l'information diffusée au niveau fédéral ;
- 2010 /02/ 06 : la Maison Blanche ouvre son tableau de bord sur le progrès de l'Open gouvernement ;
- 2010 /03/ 08 : la Maison Blanche publie un cadre permettant aux agences d'utiliser des défis et prix pour trouver des solutions innovantes ;
- 2010 /04/ 07 : chaque agence publie son plan de gouvernance ouverte (Open Government Plans) et sa feuille de route pour incorporer des principes de transparence dans ses missions de base ;
- 2010 /04/ 07 : la Maison Blanche publie sa Stratégie sur la transparence des dépenses publiques fédérales (Comprehensive Strategy for Federal Spending Transparency) ;
- 2010 /04/ 07 : la Maison Blanche liste et révise les politiques OMB sur l'information dans le but de promouvoir une plus grande ouverture ;
- 2010 /12/ 01 : un site internet (USAspending.gov) assure la transparence sur les dépenses fédérales jusqu'au niveau des sous-attributions budgétaires
- 2010 /12/ 08 : Target Agencies Reduce Freedom of Information Act (FOIA) Backlogs by 10%

## Évaluation critique
En octobre 2013, un rapport du Comité pour la protection des journalistes (CPJ) donne un point de vue extrêmement critique sur la soi-disant transparence de l'administration Obama. Selon ce rapport, corroboré par de nombreuses sources, les fonctionnaires ont de plus en plus peur de parler à la presse, car ils risquent d'être soumis à un détecteur de mensonge et à une surveillance de leurs conversations téléphoniques et de leurs courriels. La délation est encouragée dans les services. Outre Edward Snowden, 6 fonctionnaires ont été poursuivis depuis 2009 pour espionnage et révélations à la presse d'informations classifiées. De nombreux autres cas sont en cours. Des journalistes ont également été poursuivis comme « complices d'espionnage » pour avoir diffusé ces révélations. Le CPJ considère que l'administration Obama est la plus secrète, la moins transparente, la plus contrôlante qu'il y ait eu aux États-Unis depuis Richard Nixon.